# Limnophora orbitalis
Limnophora orbitalis är en tvåvingeart som beskrevs av Stein 1907. Limnophora orbitalis ingår i släktet Limnophora och familjen husflugor. Inga underarter finns listade i Catalogue of Life.